# 第60回オールスター競輪
第60回オールスター競輪（だいごじゅうきゅうかいオールスターけいりん）は、2017年8月11日から15日まで、いわき平競輪場（400mバンク）で行われた。

## 決勝戦

### 競走成績
- 8月15日（火）第11レース[1][2][3]
- 誘導員…佐々木雄一（福島）[4]

| 着 | 車番 | 選手       | 登録地 | 級 班 | 着差     | 決まり手 | 上がり (秒) | H/B | 特記    |
| -- | ---- | ---------- | ------ | ----- | -------- | -------- | ----------- | --- | ------- |
| 1  | 7    | 渡邉一成   | 福島   | SS    |          | 差し     | 10.7        |     |         |
| 2  | 1    | 新田祐大   | 福島   | SS    | 1/4車輪  | 捲くり   | 10.8        |     |         |
| 3  | 9    | 浅井康太   | 三重   | SS    | 3車身    |          | 11.1        |     |         |
| 4  | 2    | 脇本雄太   | 福井   | S1    | 1車身    |          | 10.9        |     |         |
| 5  | 6    | 坂口晃輔   | 三重   | S1    | 1車輪    |          | 11.1        |     |         |
| 6  | 5    | 原田研太朗 | 徳島   | S1    | 1/2車身  |          | 10.8        |     |         |
| 7  | 8    | 山崎芳仁   | 福島   | S1    | 1車身1/2 |          | 11.1        |     |         |
| 8  | 3    | 深谷知広   | 愛知   | S1    | 4車身    |          | 11.8        | HB  |         |
| 失 | 4    | 竹内雄作   | 岐阜   | S1    |          |          |             |     | 落再9着 |

### 配当金額
| 1=5 | 420円 |  |

| 1=7=9 | 1,560円 |  |

| 5-1 | 890円 |  |

| 7-1-9 | 4,860円 |  |

| 1=7 | 390円 |  |

| 1=7 | 260円 |  |
| 1=9 | 530円 |  |
| 7=9 | 480円 |  |

| 7-1 | 880円 |  |

### レース概略
青板周回の2角で深谷が上昇してバック過ぎで先頭に立った際、番手の竹内が深谷の後輪に接触して落車。そのまま深谷は先行。2角から新田が仕掛けて中部勢を飲み込み、渡邉との一騎打ちに。インコースを踏んで交わした渡邉がGI2勝目。新田が2着で地元福島勢のワンツー決着。踏み出しで離れた山崎は7着。
なお、竹内は落車再乗で9位に入線したが、過失走行で失格となった。

## 特記事項

### 開始前
- いわき平でのオールスター競輪開催は、山崎芳仁が制覇した2010年（第53回）以来の7年ぶり6度目。

- ファン投票結果[9]上位の村上義弘（4位）と三谷竜生（18位）が、共に負傷欠場。原田研太朗（10位）がドリームレースに、石井秀治（19位）と竹内雄作（20位）がオリオン賞に、繰り上がった（8月4日発表）[10][11]。

- 3選手（新田康仁・香川雄介・小倉竜二）が今回でオールスター競輪に20回連続出場となり、初日の開会式で表彰された[12]。

### 開催中・開催後
- CS中継の映像では、トラッキングシステムを駆使し、レース周回の序盤に各ラインの先頭レーサーをマーク表示する試みも導入された。

- 初日の11日。この日の本場の入場者数を新カメラシステムによって7700人と発表したが、入退場を繰り返した客を重複カウントした「延べ人数」だったと判明。従来のデータを比較考慮した上で、翌日に3870名と訂正している[13][14]。

- 2日目と4日目（共に第9R）に組み込まれたガールズケイリンの単発レースは、今年初めて「アルテミス賞レース」「ガールズドリームレース」の名称で実施された。

- 最終日当日、1Rから10Rまで雨だったが11R決勝は曇となった。この日の本場ゲストは八代亜紀。9R終了後（10R発売中）にスペシャルライブ！[15]として『もう一度逢いたい』『おんな港町』『雨の慕情』『舟唄』の4曲を披露[16][17]、決勝戦前には国歌斉唱も担当。表彰式ではいわき平競輪場イメージガール・かをり（菅田かをり[18]）[19]と共に登場し、花束プレゼンターとハグを務めた[20]。

- 今回の決勝メンバーでは、GI初優出だったのは坂口晃輔のみ[21]。現時点の日本自転車競技連盟（コーチ：ブノワ・ベトゥ）強化指定選手のうち4人が勝ち上がってきた（渡邉・新田・脇本・深谷）[22][23]。なお、GIの決勝で関東勢不在となったのは、2016年3月の第69回日本選手権競輪（名古屋）以来。

- 地上波の決勝戦中継は「坂上忍の勝たせてあげたいTV オールスター競輪 GI」《日本テレビ系列全国ネット》[22][24][25]（なお「自転車の神様」は従来の桂三度でなくルー大柴だった）。

- 前回いわき平で行われた2010年に続き、渡邉一成も同じく今回、地元GI優勝を果たした。決勝の上がり10秒7は、1着選手では今大会での1番時計だった（10秒8は数例あった）。結果はS級S班の3人が上位着を占めた形となった。

- 5日間の総売上は、106億7867万6100円。もし前述のレース不成立がなければ、目標額の107億円に届いていた[26][19]。なお、決勝戦単体の売上は14億4万7900円だった[27]。

#### 最終日、第6Rの周回板めくり忘れ
最終日の15日。第6R（S級特選）が、周回通告員の周回板めくり忘れ（JKAによると周回錯誤の同例は1963年4月27日の花月園以来）によってレース不成立となった（競技規則第73条3）。雨天のレース中、赤板ホームで後方位置の1人の選手が接触により右方向へ落車してイエローライン内の1コーナー付近までスリップ、その救護退避による混乱があったとされる。
残り半周で競走中止を告げる笛の音や放送が流される中、残り8名は競走を続行するも、結果的に発売金額2億2130万2400円が全返還された（重勝式「ドカント7」の152万2000円と「チャリロトセレクト」も全返還）。なお、出走した9選手は第6Rの賞金総額を9等分して渡されるという（着順も発表されず）。
この事象を受けてJKAは9月6日、昨年10月のGI寛仁親王牌から導入した特別競輪等における審判長団3人体制を、開催場の審判長を加えて4人にすると発表した（同月のGII共同通信社杯から導入）。
さらに、競輪では初となる電子周回告知板（オートレースでは全場で導入済）を、2018年3月24日初日のいわき平FIナイターから導入予定とした。